# هیدرویدیک اسید
هیدرویدیک اسید (انگلیسی: Hydroiodic acid) اسید بسیار قوی است که از انحلال هیدروژن یدید در آب تشکیل می‌شود.